# 中嶋ヒロ
中嶋 ヒロ（なかじま ヒロ、1987年12月9日 - ）は、日本の女性声優。フリー。東京アニメーター学院卒。東京都出身。身長153cm。血液型はB型。本名は太齋 寛子。同じく声優の中嶋あきは実姉。

## 人物・経歴
小学生の頃から姉妹で声優になりたかった。その後、姉・あきと共に東京アニメーター学院に入学。
同学院在籍中にテレビアニメ「PRISM ARK」のマッシー役でデビュー。第2回声優アワード新人発掘オーディションでは7社からオファーを獲得し、81プロデュース所属となる。2017年1月31日、81プロデュースを退所し、フリーで活動していくことを公表。
双子の姉である中嶋あきも声優として活動しており、双子ユニットとしてコンビを組んでの活動も行っている。
既婚者。2022年8月に女児を出産したことを報告した。
趣味はイラスト。

## 出演
太字はメインキャラクター

### テレビアニメ
2007年
- ドージンワーク（会場アナウンス、民宿の女将）
- PRISM ARK（マッシー）

2010年
- えむえむっ!（猫お化け）
- おおかみかくし（女子生徒、従者）
- けいおん!!（受付）
- 侵略!イカ娘（級友、キャッチャー）
- バクマン。（2010年 - 2013年、女子生徒、直井いちこ、木谷マイ）- 2シリーズ
- ひめチェン!おとぎちっくアイドル リルぷりっ（2010年 - 2011年、トビウオピンク、男の子、生徒B、女A、糸井さやか 他）
- FORTUNE ARTERIAL 赤い約束（女子生徒）
- メタルファイト ベイブレード シリーズ（2010年 - 2012年、客A、ブレーダーA）- 2シリーズ

2011年
- THE IDOLM@STER（高槻長介）
- 青の祓魔師（女の子A）
- Aチャンネル（女子生徒B）
- SKET DANCE（2011年 - 2012年、ユミ、オカルト研部員）
- STAR DRIVER 輝きのタクト（ウェイトレス）
- ダンタリアンの書架（少年）
- プリティーリズムシリーズ（2011年 - 2013年、春音える、くちばし、八兵衛、まひろ、涼野結 他）- 4シリーズ
- ポケットモンスター ベストウイッシュ（2011年 - 2013年、女性審判、生徒たち、オーベム）- 3シリーズ
- 魔乳秘剣帖（さくら、お舟、蜻蛉）
- よんでますよ、アザゼルさん。（野原野イチゴ〈苺の戦士〉、女オタク）

2012年
- カードファイト!! ヴァンガード アジアサーキット編（ゲラック）
- 恋と選挙とチョコレート（女の子、女子生徒A、幼い千里）
- CØDE:BREAKER（レポーター）
- しろくまカフェ（2012年 - 2013年、エゾリスたち、コウテイヒナB）
- 絶園のテンペスト（子供B、女子大生B）
- ZETMAN（女子高生A）
- 探検ドリランド（ゴンドリエーラ）
- 夏色キセキ（テニス部後輩、後輩、柴田、子供、少女）
- 爆TECH!爆丸（2012年 - 2013年、カラシナ）- 2シリーズ
- ひだまりスケッチ×ハニカム（健人）
- めだかボックス アブノーマル（筑前優鳥）
- ヨルムンガンド（EAE社員、食堂職員）- 2シリーズ
- ROBOTICS;NOTES（女子生徒、女の子A）

2013年
- RDG レッドデータガール（高瀬、折口）
- アウトブレイク・カンパニー（ユーミ）
- PSYCHO-PASS サイコパス（藤井博子）
- THE UNLIMITED 兵部京介（子供）
- 団地ともお（2013年 - 2014年、景子の母、佐山真雪、穴田とみ子、吉田まり子、森山まさひろ 他）
- 波打際のむろみさん（ヒトデB、ナレーション、イルカ3、カモメ）
- 八犬伝―東方八犬異聞―（黒狐、女楽師）
- 名探偵コナン（男の子）

2014年
- Wake Up, Girls!（藍里の弟）

2015年
- ハイキュー!! セカンドシーズン（山口忠〈小学生時代〉）
- 夜ノヤッターマン （ヤッター兵D）

2016年
- アイカツスターズ!（ショー担当者）
- カミワザ・ワンダ（文武道子）

2018年
- レイトン ミステリー探偵社 〜カトリーのナゾトキファイル〜（リナ）

### 劇場アニメ
- トワノクオン（2011年、オペレーター5）
- 青の祓魔師 ―劇場版―（2012年）
- ドットハック セカイの向こうに（2012年、そらの友人）
- 伏 鉄砲娘の捕物帳（2012年）

### OVA
- 聖闘士星矢 THE LOST CANVAS 冥王神話（2009年、ミジョン）
- よんでますよ、アザゼルさん。 セーヤ編（2010年、女性）
- オレ様キングダム（2011年、女の子B）- 2011年2月号付録
- THE IDOLM@STER SHINY FESTA ファンキーノート（2012年、高槻長介）
- いじめ 〜いけにえの教室〜（2012年、萌）
- まりもの花 〜最強武闘派小学生伝説〜（2012年、手下3）
- マジカル☆スター かのん100%（2013年、女の子）- コミックス22巻DVD付き特別版

### Webアニメ
- 今日のあすかショー（2012年、おばさん、ビキニギャル、おばあちゃん）

### ゲーム
- コンチェルトゲート フォルテ（2007年、言霊【中】）
- お菓子な島のピーターパン（2011年、トゥールズ、ナナ）
- 魔法少女まどか☆マギカ ポータブル（2012年、クラスメイト）
- 未来日記 13人目の日記所有者 RE WRITE（2012年）
- 英語の勉強法をはじめからていねいに（2013年、財前エリカ）
- 戦国アスカZERO（2015年、正木時茂）
- あんさんぶるガールズ!!（2016年、猫塚みけ[15]）

### ドラマCD
- AKiBA'S TRiP オリジナルドラマCD BACK-STORiES（女子学生）
- AMNESIAドラマCD 〜AMNESIA OF THE DEAD〜（イッキ様FC会員 No.151）
- 神様ドォルズ ドラマ・キャラクターアルバム Vol.1
- トワノクオン スペシャルドラマCD「あの日の忘れ物」（子供）
- 夏色キセキ オリジナルCDドラマ〜ドリームアワー・イン・紗季's room〜
- バス走る。（女生徒、ユカの姉、図書館の係、倉田の友人）
- Barico 名もなき交響曲（アナウンサー、団体職員）

### BLCD
- 愛なら売るほど（飴屋の恋人）
- 秋山くん（ちえ）
- YES IT'S ME（江城（四歳）、女子大生）
- 堕つればもろとも（珠玲（幼少期））
- 恋のはなし（女子C）
- 鮫島くんと笹原くん（アナウンサー、女店員）
- トラ兄さんとワンコさん（トラ娘）
- NEWSな彼!（女子生徒）
- ばらのはなびら（女性社員）
- フラッター（早川）
- ミスター・ロマンチストの恋（女子高生A）
- 夢のような話（女性社員2）

### オーディオブック
- 校閲ガール（朗読）
- 校閲ガール ア・ラ・モード（朗読）
- 校閲ガール トルネード（朗読）

### 吹き替え

#### 映画
- おしゃべり魔法犬ファン（ジェニー）
- ゴースト・バディーズ/小さな5匹の大冒険
- スクリーム4: ネクスト・ジェネレーション（マーニー）
- タイタンの逆襲（コリーナ）
- フライトナイト/恐怖の夜

#### テレビドラマ
- iCarly（レスリー）
- ALCATRAZ/アルカトラズ
- アンフォゲッタブル 完全記憶捜査
- 究極対決!フォートボヤード（キャサリン）
- Friends For Change Games 2011（ヴァレリア・バローニ）
- マスケティアーズ パリの四銃士（ジャンヌ）
- Lie to me 嘘の瞬間 シーズン2（ケイト）
- リゾーリ&アイルズ2
- リンガー 〜2つの顔〜

#### アニメ
- きかんしゃトーマス（ボックスフォード公爵夫人、洗濯屋さん、男の子）
- ジェイクとネバーランドのかいぞくたち（ジェイク）
  - ジェイクとネバーランドのかいぞくたち〜かえってきたピーターパン〜（ジェイク）
  - ジェイクとネバーランドのかいぞくたち バッキーを取り戻せ!（ジェイク）
- 第15回キンダー・フィルム・フェスティバル (東京)「リトルプリンセス」（メイド）
- ちいさなプリンセス ソフィア（メグ）
- ティンカー・ベルと輝く羽の秘密（ペリウィンクル）
- ティンカー・ベルとネバーランドの海賊船（ペリウィンクル）
- ピクシー・ホロウ・ゲームズ 妖精たちの祭典
- ヤング・ジャスティス（アルテミス）
- ロボカーポリー（ポスティ、ココ、メアリー母）

### ボイスオーバー
- 世界ふれあい街歩き シンガポール編

### キャラクターソング
- よんでますよ、アザゼルさん。（野原野イチゴ）
  - ストロベリーマジック ♥♥♥にょりん♥♥♥[16]

### ラジオ
- 劇団ぴか☆いち（超!A&G+、2008年11月3日-2009年3月31日）
- 東京アニメセンターRADIOw（東京アニメセンター）

### イベント
- 声優の日（月1、東京アニメセンター、2009年4月19日 - 2010年12月19日）
- キングラン アニソン紅白2009（2009年12月31日）
- 賢プロ歌謡ショウ2010〜ハッピーバレンタイン・スペシャル Vol.1 in横浜（関内ホール、2010年2月6日）
- TOKYOアニソンライブ'10（東京ビッグサイト、2010年3月28日）
- 声優の日GWスペシャル（東京アニメセンター、2010年5月1日・5月2日・5月5日）
- キングラン アニソン紅白2010 supported by スカパー！（2010年12月31日）
- 声優新春ガチンコバトル!〜すごろくで大騒ぎ〜（東京アニメセンター、2011年1月8日）
- 東京アニメセンターRADIOｗ〜新春アニセン女子会開催!!"ｗ"は、本当はWomanの頭文字だったスペシャル〜（東京アニメセンター、2011年1月9日）
- 東京アニメセンタークロージングセレモニー/東京アニメセンターアワード授賞式（東京アニメセンター、2011年1月10日）
- 81LIVE〜乙女まつり 9月〜（渋谷Wasted Time、2011年9月17日）
- 新・月刊コミックTV＋感謝祭（新宿BLAZE、2011年11月3日）
- 〜アニソン夏ライブPART8〜紅白対抗うた祭／コミケもいいけどライブ もね！（六本木Bee-Hive、2012年8月11日）
- 『揺るぎなき信念の一周年ライヴ!〜君と奏でたいこの唄を〜（秋葉原StudioPENTAGON

、2012年9月8日）
- CAPILS主催 めめ&YU-NA [選択が未来を紡ぐBDイベント] 〜生まれていいのは生きる覚悟のある者だ けだ〜（恵比寿LIVE GATE TOKYO、2013年3月28日）※朗読劇パートで出演
- ☆CAPILS（志水めぐみ&YU-NA）結成二周年 記念☆ [絆が伝説を紡ぎだすワンマンイベント!] 〜いつまでも一緒だからゆびきりげんまん☆〜（恵比寿LIVE GATE TOKYO、2013年9月1日）※朗読劇パートで出演
- めめ&YU-NA 1ヶ月遅れ人類最強のBDイベント〜見たことのない景色（イベント）みせてやるぜ〜（池袋Dot、2014年4月19日）※リーディングパートで出演
- FRELS結成三周年記念 ライブ&リーディングイベント「悔いなき選択2014〜ここからもっと飛ばしていくぜ! エターナルFRELS〜」（池袋Dot、2014年12月13日）
- FRELS（志水めぐみ&YU-NA）結成 想いを繋ぐ四周年記念イベント〜その夏はきっと永遠になる〜（サウンドステージMIFA、2015年8月22日）

### 舞台
- 謎解き×リーディング Theatrick第一弾「新米助手の計らずも悩ましい一日」（中目黒ウッディシアター、2015年1月13日 - 1月18日）さと 役
- 劇団水中ランナー第八回公演（日暮里d倉庫、2017年7月6日 - 7月10日）

### その他コンテンツ
- Rの法則（NHK、2012年5月23日 顔出し出演）
- 月刊コミックTV ドラマシアター（BS11）
  - 恋する信長-信長伝説-
  - バガタウェイ（八重垣和葉）
  - 並木通りアオバ自転車店（大磯ナギサ、大沢ヒバリ）
  - 日本人の知らない日本語
  - 萌メガネ男子倶楽部（会長）
- 新・月刊コミックTV＋（ヒロリン）
- 東京アニメーター学院テレビCM（顔出し出演）
- 東京アニメセンターNEWS 表紙
- 釣り専門チャンネル 釣りビジョン内二月度リレーCM
- LisPon（2017年 - ）